# Radim Kalfus
Radim Kalfus (23. leden 1920 Liberec – 8. červenec 1985 Nová Paka) byl kazatel a ústřední tajemník Jednoty bratrské, cestovatel, humanitární pracovník, spisovatel, člen studentské delegace na pohřbu Jana Opletala.

## Životopis
Do devíti let vyrůstal společně se svými třemi sourozenci (strýc byl pozdější 14. ministr financí Československa JUDr. Josef Kalfus) v Liberci, kde byl jeho otec ředitelem 1. české literární měšťanky. Roku 1929 se rodina přestěhovala do Prahy na Hanspaulku, kde roku 1939 odmaturoval. Po dokončení střední školy se zapsal na práva, ale počátek 2. světové války a uzavření českých vysokých škol po 17. listopadu udělalo škrt přes plány mladého studenta. Přestože byl členem studentské delegace na pohřbu Jana Opletala, podařilo se mu včas utéct a vyhnout se tak transportu do koncentračního tábora Sachsenhausen. Spolu s otcem se poté skrýval a pracoval jako zemědělský dělník v Podkrkonoší nedaleko města Jičín. Když nacisté uvěznili kazatele Jednoty bratrské v Ústí nad Orlicí, nastoupil na toto místo.
Po osvobození se vrátil do rodného Liberce a v letech 1945 až 1947 se stal kazatelem jednoty bratrské. Od roku 1947 zastával funkci ředitele Československého rozhlasu Liberec až do svého pověření funkcí ústředního tajemníka jednoty bratrské v Nové Pace v roce 1950.
Během svého života vykonal s pověřením ministerstva školství a ministerstva kultury celou řadu velkých cest a v letech 1957 až 1969 procestoval prakticky celý svět, snad s výjimkou Austrálie. Jen namátkou, v roce 1957 byl v USA, v Západní Indii, Velké Británii a Nizozemsku, ale nejvíce jej lákala Afrika a to především Lambaréné, které navštívil celkem čtyřikrát.
Roku 1960 ze Spojených států odletěl do Afriky, kde navštívil Tanzanii, Malawi, Rhodésii, Jihoafrickou republiku a Kongo, Cestu ukončil v Lambaréné, kde z pověření ústředního výboru Československého červeného kříže předal zásilku léků a zdravotnického materiálu nemocnici dr. A. Schweitzera, kam doporučil i doktora Jaroslava Sedláčka. Důkazem jeho blízkého přátelství s dr. Albertem Schweitzerem, jehož poselství humanismu předával po světě, byla i pozvánka na jeho 90. narozeniny do Lambaréné spolu s pěti nejbližšími lidmi z celého světa. Díky tomu například víme, že o jeho posledních narozeninách na Schweitzerovo přání zazněla hudba Smetanova, Dvořákova a Novákova.
Za svoji publikační činnost zaměřenou především na historii Jednoty bratrské, dostal na Universitě Bethlehem v Pensylvánii spolu s dr. Leontinou Mašínovou roku 1967 čestný doktorát.

## Dílo
- KALFUS, Radim. Vzpomínky na Dr. Alberta Schweitzera a na Lambaréné, 1875-1975. Praha: Práce, 1975. 92 s.
- KALFUS, Radim. Jednota bratrská v obrazech. Hradec Králové: Ústřední církevní nakladatelství, 1957. 199 s.
- KALFUS, Radim; MAŠÍNOVÁ, Leontina. Moravané. Praha: Ústřední církevní nakladatelství, 1967. 211 s.
- MAŠÍNOVÁ, Leontina; KALFUS, Radim. Za oponou paměti. Vychází k 100. výročí autorčina narození. Hradec Králové: Kruh, 1982. 129 s.
- MAŠÍNOVÁ, Leontina; KALFUS, Radim. Bratrský zpěvník: k výročí založení Jednoty bratrské, popř. Zpěvník Jednoty bratrské. Praha: Ústřední církevní nakladatelství, 1954. 773 s.